# União das Freguesias de Reboreda e Nogueira
Die União das Freguesias de Reboreda e Nogueira ist eine portugiesische Gemeinde (Freguesia) im Kreis (Concelho) Vila Nova de Cerveira im Nordwesten Portugals.

## Geschichte
Die Gemeinde entstand im Zuge der Gebietsreform vom 29. September 2013 durch die Zusammenlegung der ehemaligen Gemeinden Reboreda und Nogueira. Nogueira wurde Sitz der neuen Verwaltung.

## Demographie
| Freguesia | Freguesia           | Freguesia | Freguesia       | ehemalige Freguesias | ehemalige Freguesias | ehemalige Freguesias | ehemalige Freguesias |
| --------- | ------------------- | --------- | --------------- | -------------------- | -------------------- | -------------------- | -------------------- |
| Wappen    | Freguesia           | Einwohner | Fläche in (km²) | Wappen               | Freguesia            | Einwohner            | Fläche in (km²)      |
|           | Reboreda e Nogueira | 1142      | 8,98            |                      | Reboreda             | 756                  | 6,69                 |
|           | Reboreda e Nogueira | 1142      | 8,98            | Nogueira             | 315                  | 2,3                  |                      |